# José Antonio Alonso Conesa
José Antonio Alonso Conesa (El Estrecho de San Ginés, Cartagena; 8 de julio de 1959), apodado «Camotín», es un empresario y político español. Fue alcalde de Cartagena entre 1991 y 1995 por el Partido Socialista Obrero Español.

## Biografía

### Carrera política
José Antonio Alonso nació en 1959 en El Estrecho de San Ginés, una localidad del municipio de Cartagena. Licenciado en Magisterio, sus primeros contactos con la vida política llegaron a través de su militancia en el Movimiento Comunista de España, que abandonó en favor del PSOE. Alonso integró sus listas en las elecciones municipales e mayo de 1983, y fruto de la victoria socialista por mayoría absoluta, fue designado concejal de Cultura, Juventud y Deportes por el alcalde Juan Martínez Simón.
Terminada su legislatura como concejal en 1987, ocupó el cargo de director general de Juventud y Deportes en el ejecutivo regional de Carlos Collado hasta 1989. En las elecciones generales de ese año obtuvo un escaño en el Congreso de los Diputados, en el que se mantuvo hasta 1996.
En 1991 se postuló como candidato socialista a la alcaldía de Cartagena, siendo elegido primer edil en minoría. La ciudad atravesaba en esa época una grave crisis ocasionada por la reconversión de los sectores industrial y minero, con un descontento social que en 1992 cristalizó en la quema de la Asamblea Regional. Aunque mantuvo una postura dialogante con los movimientos de protesta, su negativa a participar en actos críticos con la política industrial del Gobierno nacional, de su mismo partido, llevaron a que en 1995 se viera desplazado en favor de Pilar Barreiro, quien cosechó una mayoría absoluta para el Partido Popular.
Tras un tiempo como líder de la oposición, entró en el círculo del candidato del PSOE a la presidencia del Gobierno Josep Borrell, hasta que su dimisión le hizo abandonar la política activa.

### Actividad empresarial y acusación de corrupción
Una vez retirado de la vida pública, Alonso destacó en los negocios por su vinculación a Residencial Puerta Nueva, la sociedad encargada de la construcción del barrio universitario de Cartagena. Las irregularidades en el pago pactado de plusvalías a una empresa municipal, junto a una serie de operaciones urbanísticas en la ciudad, llevaron a que el concejal de Movimiento Ciudadano José López iniciara en 2012 una serie de acusaciones de connivencia ilícita con las autoridades municipales encabezadas por la alcaldesa Barreiro, amiga personal de José Antonio Alonso. El exalcalde denunció a López por injurias, en un juicio que aún no ha concluido.
El 27 de octubre de 2014, Alonso fue detenido en el marco de la Operación Púnica contra la corrupción política. El juez de la Audiencia Nacional Eloy Velasco le imputa los delitos de cohecho, organización criminal, tráfico de influencias, malversación, falsedad documental y fraude. Durante la instrucción se investigó la adjudicación de contratos de reputación en línea y el Ayuntamiento de Cartagena que en otro tiempo había gobernado Alonso se personó en la causa para reclamar responsabilidades.
Poco después de su detención en el operativo anticorrupción de 2014, el PSOE suspendió de militancia a Alonso, a solicitud de la dirección del Partido Socialista de la Región de Murcia.